# Bronisław Dardziński

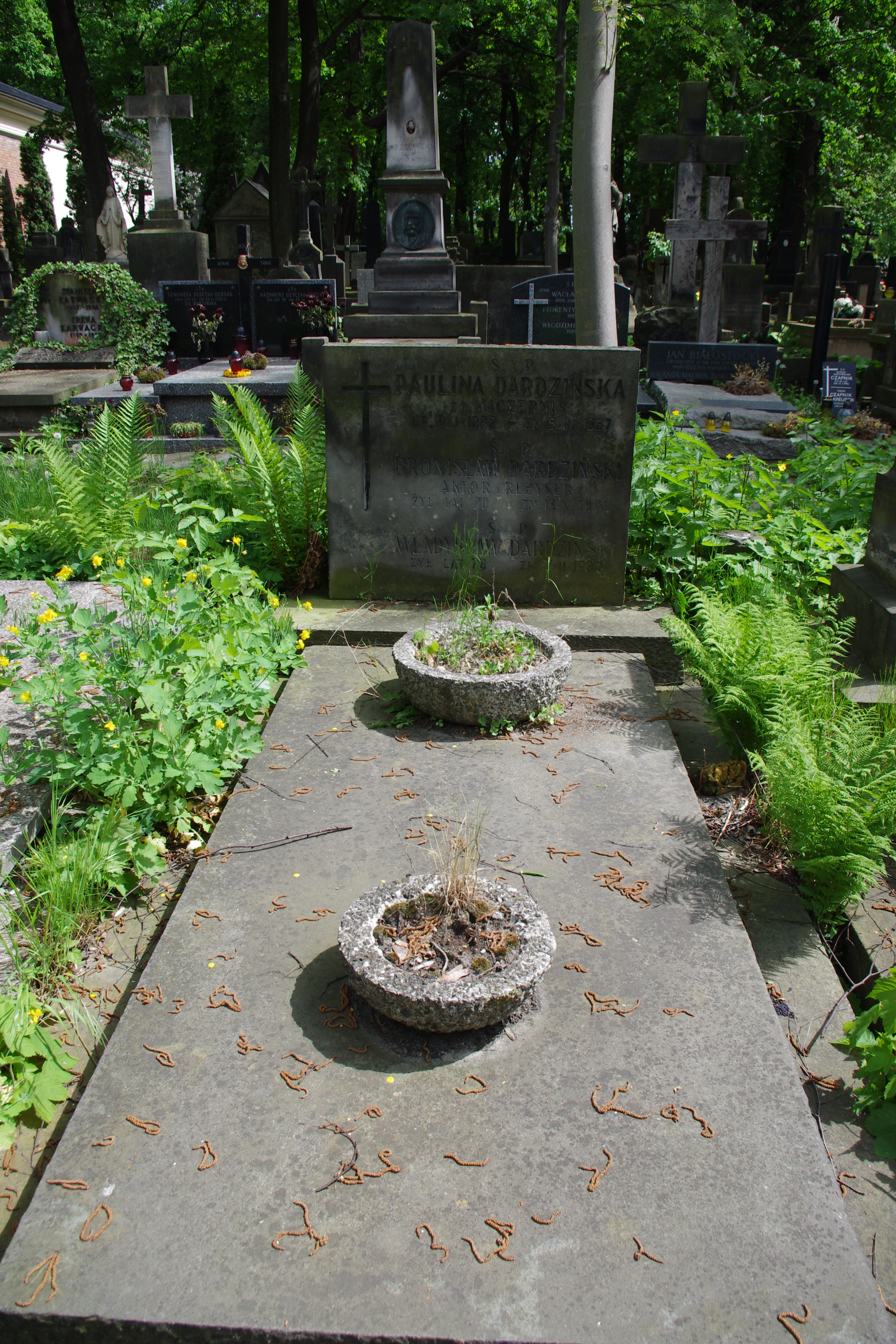
Grób aktora Bronisława Dardzińskiego na cmentarzu Powązkowskim w Warszawie

Bronisław Dardziński (ur. 30 grudnia 1901 w Petersburgu, zm. 13 maja 1971 w Warszawie) – polski aktor teatralny i filmowy, reżyser radiowy, kierownik Teatru Polskiego Radia w Warszawie (1947–1948).

## Życiorys
Był synem Aleksandra Dardzińskiego i Pauliny z domu Maczernis. Kształcił się w Petersburgu, gdzie ukończył gimnazjum i szkołę realną Polskiej Macierzy Szkolnej. W 1921 przyjechał do Polski i krótko uczęszczał na Kursy Wokalno-Dramatyczne Heleny J. Hryniewieckiej organizowane w Warszawie. Od 1924 był słuchaczem na Oddziale Dramatycznym przy stołecznym Państwowym Konserwatorium Muzycznym. Studia ukończył w 1926, a 1 września tego roku zadebiutował na scenie teatralnej.
W sezonie 1926/1927 występował w Teatrze im. Aleksandra Fredry w Warszawie, w latach 1927–1929 w Teatrze Miejskim Rozmaitości w Częstochowie, a latem 1928 z zespołem częstochowskim grał w Kaliszu. W sezonie 1929/1930 występował na scenie Teatru Polskiego w Katowicach, a następnie był aktorem w zespole objazdowym Karola Adwentowicza. W latach 1930–1931 grał w warszawskim Teatrze „Jaskółka”. W lutym i marcu 1932 należał do zespołu Teatru Polskiego w Gdyni i z tym zespołem występował m.in. w Gdańsku. Od kwietnia 1932 do końca sezonu 1932/1933 należał do zespołu stołecznego Teatru Narodowego, w latach 1933–1935 do zespołu Teatru Miejskiego w Łodzi, a w lipcu 1934 występował w łódzkim Teatrze Letnim.
Na jesieni 1935 powrócił do Warszawy i występował na scenach warszawskich: Teatru Malickiej (1935–1936) i Teatru Kameralnego (1936–1938). W marcu 1936 oraz w kwietniu i maju 1937 brał udział w przedstawieniach Warsztatu Teatralnego PIST-u. Od 1936 występował często jako aktor i lektor w słuchowiskach i audycjach rozgłośni warszawskiej Polskiego Radia, a od 1938 całkowicie poświęcił się pracy radiowej jako aktor, lektor i reżyser.
W 1939 został zaangażowany do przedstawienia Żeglarza w Teatrze Ateneum, ale próby wkrótce zostały przerwane przez wybuch II wojny światowej. We wrześniu 1939 występował w audycjach radiowych nadawanych dla warszawskiego frontu oraz w koncertach organizowanych w szpitalach wojskowych. Podczas okupacji niemieckiej nie występował na scenie teatralnej. Był organizatorem akcji samopomocy koleżeńskiej dla aktorów, m.in. od października 1939 – z ramienia ZASP-u – organizował i prowadził w Warszawie tanią kuchnię, która przetrwała do powstania warszawskiego. W marcu 1941 w związku ze sprawą Igo Syma został aresztowany i 6 kwietnia wywieziony wraz ze Stefanem Jaraczem i Leonem Schillerem do KL Auschwitz. W obozie występował w monologach przed więźniami. Po wyjściu z obozu pracował jako goniec w Dyrekcji Kolei, a następnie prowadził kolonie dla dzieci polskich kolejarzy w Świdrze.
W latach 1942–1943 występował w tajnym Teatrze Szopka, zorganizowanym przez Janusza Strachockiego dla dzieci Grochowa. Po upadku powstania warszawskiego wyjechał do Kielc, a następnie do Lublina, gdzie powierzono mu reaktywowanie i zorganizowanie działu teatralnego Polskiego Radia.
W latach 1945–1948 i 1949–1950 był głównym reżyserem, a w latach 1947–1948 również kierownikiem Teatru Polskiego Radia w Warszawie. W 1951 dorywczo występował w warszawskiej Operze jako Wojciech Bogusławski w Hrabinie, w inscenizacji Leona Schillera. W sezonie 1951/1952 występował na deskach Teatru Nowej Warszawy, w sezonie 1952/1953 krótko w Teatrze Polskim, a w sezonie 1953/1954 i do końca 1954 roku ponownie w Teatrze Nowej Warszawy. Od 1 stycznia 1955 do 30 czerwca 1957 był aktorem Teatru Domu Wojska Polskiego, w sezonie 1959/1960 występował w Teatrze Polskim. W latach 1960–1971 był członkiem zespołu artystycznego Teatru Ateneum. Równocześnie grał i reżyserował w radiu. 1 stycznia 1970 przeszedł na emeryturę, ale nadal występował gościnnie.
Był wieloletnim, zasłużonym działaczem ZASP-u, m.in. członkiem Zarządu Głównego (1939) i jego wiceprezesem (1945).
Pozostawił duży dorobek reżyserski w dziedzinie słuchowisk i audycji literackich – ponad dwieście nagrań. Po wojnie reżyserował m.in. Zwycięstwo Sokratesa, w którym sam kreował główną rolę oraz Graczy i Martwe dusze, a także popularną powieść radiową W Jezioranach.
W okresie międzywojennym i po wojnie zagrał w kilkunastu filmach. Był wykonawcą głównie ról drugoplanowych i epizodów.
Wystąpił również w Teatrze Telewizji, m.in. w spektaklach: Mistrz Zdzisława Skowrońskiego w reż. Jerzego Antczaka (1964), Volpone Bena Jonsona w reż. Zygmunta Hübnera (1965) oraz w Asmodeuszu François Mauriaca w reż. Jana Bratkowskiego jako Proboszcz (1968).
Pochowany na cmentarzu Powązkowskim w Warszawie (kwatera 166-4-10).

## Filmografia
- Wrzos (1938) – Ambroziak
- Sygnały (1938) – kapitan
- Florian (1938) – działacz
- Dziewczyna szuka miłości (1938)
- Doktór Murek (1939) – Kuzyk
- Za wami pójdą inni (1949)
- Celuloza (1953) – generał
- Pokolenie (1954)
- Kariera (1954) – fotograf
- Wolne miasto (1958) – Kowalski, naczelnik poczty
- Rancho Texas (1958) – profesor
- Kalosze szczęścia (1958) – malarz Pietrek Kokowski
- Lotna (1959) – bimbrownik
- Rzeczywistość (1960) – przewodniczący sądu
- Wyrok (1961) – Józef Kozubski, gospodarz bloku Celarskiej
- Echo (1964) – przewodniczący zespołu adwokackiego
- Barbara i Jan (serial telewizyjny) (1964) – pracownik świetlicy w Łabędach Małych (odc. 6. Kłopotliwa nagroda)
- Podziemny front (serial telewizyjny) (1965) – inspektor na poczcie (odc. 2. Poste Restante)
- Głos ma prokurator (1965) – sędzia
- Faraon (1965)

## Ordery i odznaczenia
- Krzyż Kawalerski Orderu Odrodzenia Polski (11 sierpnia 1945)[2]
- Złoty Krzyż Zasługi (11 lipca 1955)[3]
- Medal 10-lecia Polski Ludowej (19 stycznia 1955)[4]
- Złota Odznaka honorowa „Za zasługi dla Warszawy” (1966)